# Mesostenus eisenii
Mesostenus eisenii là một loài tò vò trong họ Ichneumonidae.